# Ginnungagap
Ginnungagap (norrønt: ˈɡinːoŋɡɑˌɡɑp; "gabende afgrund", "gabende tomrum", "gabende tomhed", "uendelig kløft" m.fl. oversættelser) er i nordisk mytologi det primordiale, magiske tomrum omtalt i tre af kvadene fra Den Ældre Edda og Gylfaginning, den eddiske tekst, der giver et overordnet billede af nordisk kosmologi. Ifølge teksten, findes Ginnungagap i midten af verden eller kosmos, før resten af de ni verdener blev til. Den adskilte det sydlige flammehav Muspelheim, hvor ildjætten Surt hersker, fra det nordlige iskolde rige Niflheim, hvor den kæmpemæssige lindorm Nidhug lever.

## Ginnungagaps rolle i skabelsen
Den nordiske skabelsesberetning fortæller: Fra floden Hvergelmer i Niflheim begyndte 12 iskolde elve at strømme ind i Ginnungagap, hvor de mødes med flammer og lava fra Muspelheim. I dette møde i Ginnungagap mellem kulde og varme opstod et rimdække. Den varme luft fra Muspelheim fik rimen til at smelte, og af dråberne opstod urjætten Ymer, som var stamfar til jætterne, og her opstod det første liv ifølge den nordiske mytologi.
Det var her koen Audhumla og jætten Ymer levede, og det var her, at Odin og hans brødre Vile og Ve senere skabte verden af Ymers lig.

## Etymologi
Ginnunga- fortolkes sædvanligvis som en afledning af et verbum, der betyder "gabe" eller "måbe", men sådan et ord forekommer ikke på norrønt med undtagelse i 3. vers i eddakvadet "Vǫluspá", "gap var ginnunga", som muligvis er et ordspil, der baserer sig dette udtryk.
I sin udgave af digtet, foreslog Ursula Dronke, at det var lånt fra oldhøjtysk ginunga, idet udtrykket Múspell menes at være lånt fra samme sprog. En alternativ etymologi forbinder ginn--præfikset med det, der findes i udtryk med en sakral betydning, såsom ginn-heilagr, ginn-regin (der begge henviser  til guderne) og ginn-runa (der henviser til runerne), og fortolker således Ginnungagap som en betegnelse for et "magisk (og kreativt) magt/kraft-fyldt rum" (engelsk: "magic (and creative) power-filled space").

## Skabelsesberetning
Ginnungagap optræder som et primordialt tomrum i den nordiske/norrøne skabelsesberetning. I Gylfaginning (dansk: Gylves forblændelse) står der:
Den Del af Ginnungegab (Ginnungagap), ... som vendte mod Nord, blev opfyldt af Isens og Rimens Tyngde og Vægt, og der inden for var der fugtig Udstraaling og kold Lufttræk, men den sydlige Del af Ginnungegab blev let, idet den mødte de Gnister og Funker, der fløj ud fra Muspellsheim.
I Völuspá (dansk: Vølvens spåddom) fortæller en overnaturligt langlivet seer kaldet en vølv, som blev opfostret af jætter, historien om, hvordan Odin og hans to brødre skabte verden ud af Ginnungagap.

## Geografisk rationalisering
I det 15. århundrede forsøgte skandinaviske kartografer at lokalisere eller identificere Ginnungagap som en virkelig geografisk placering, hvorfra skabelsesmyten stammede. Et brudstykke af en norrøn encyklopædisk tekst fra det 15. århundrede (før Columbus) med titlen Gripla (Lille kompendium) placerer Ginnungagap mellem Grønland og Vinland:
 Nu maa berettes, hvad der ligger ligeoverfor Grönland udfra de Bugter, som för bleve omtalte: Furdustrande hedder et Land; der er saa stærk Frost, at Landet, saa vidt man veed, ikke er beboeligt; der sönden for er Helleland, det kaldes Skrællingeland; derfra er ikke langt til Vinland det Gode, som nogle formene gaaer ud fra Africa; mellem Vinland og Grönland er Ginnungagap, som flyder fra det Hav, der kaldes Mare oceanum og omgiver hele Jorden.

En scholion i et manuskript fra det 15. århundrede forfattet af Adam af Bremens Gesta Hammaburgensis Ecclesiae Pontificum henviser på lignende vis til Ghimmendegop som det norrøne ord for afgrunden i det fjerne nord.
Senere brugte den islandske biskop Guðbrandur Thorlaksson fra det 17. århundrede også navnet Ginnungegap til at henvise til et smalt vandområde, muligvis Davisstrædet, som skiller sydspisen af Grønland fra  der adskiller Grønlands sydspids fra Estotelandia, pars America extrema, sandsynligvis øen Baffin Island.

## Danske udgaver af "Ginnungagap"
Andre versioner af ordet Ginnungagap benyttet på dansk, primært i oversættelser af norrøne skrifter, er Ginnungagab, Ginnungegab, Ginnunge-gab, Den gabende Tomhed, den uendelige kløft og det gabende tomrum.

## I populærkultur
- Ginnungagap er en sang fra Jethro Tull-albummet, RökFlöte, og blev udgivet som single den 20. januar 2023.[10]

- Ginnungagap optræder i Marvel-universet som et tomrum, der har eksisteret siden før verden blev dannet. I det blev der dannet væsener, så som de Gamle Guder (engelsk: Elder Gods),[11][12] Xian,[13] Enneaden,[14] Frostgiganter (fra rimturserne eller frostjætterne), Ilddæmoner,[15] Nyx[16] og Amatsu-Mikaboshi.[17]

- I Netflix-serien Ragnarok bliver Ginnungagap besøgt på en studietur i sæson 1, afsnit 4. Det er tilfældigvis også titlen på afsnittet selv. I sæson 2, afsnit 2, bliver Ginnungagap besøgt af karaktererne Laurits og Vidar, og er afbildet som et naturskønt udsigtspunkt med udsigt over en fjord og to tilstødende bjerge.

- I Alastair Reynolds' space opera-roman Absolution Gap optræder der en kløft med navnet "Ginnungagap Rift" (dansk oversættelse: Ginnungagap-Kløften).

- Det svenske dødsmetalband, Amon Amarth og deres album fra 2001 The Crusher har et nummer med titlen "Fall Through Ginnungagap" (dansk: "Fald gennem Ginnungagap").

- Det svenske symfoniske metalband, Therion har et nummer med titlen "Ginnungagap" på deres album Secret of the Runes fra 2001.

- I rum- og MMO-videospillet EVE Online optræder et sort hul, hvis tilvækstsskive viser sig i skybox'en dukker op i skyboxen,og som har navnet Ginnungagap.

- "Ginungagap" (sic) er titlen på en science fiction-novelle skrevet af Michael Swanwick.

- Den franske neofolkgruppe SKÁLD inkluderede en sang med titlen Vikings Chant.[18]

- Ginnungagap (ギンヌンガガプ, Ginnungagapu) er navnet på en grimoire, som bliver brugt som et våben introduceret i videospilfranchisen Fire Emblem Fates udgivet af Nintendo. I spillet er det en item på til høje levels, der rammer hårdere end nogen anden tome (tryllebog) eller scroll (tryllerulle) i spillet.

- Ginungagap er hub-verdenen i videospillet Jøtun.

- I PlatinumGames' Bayonetta 3 rejser hovedpersonerne gennem multiverset, og Ginnungagap bruges som en port til muliggøre det. I spillet omtales det som "Ginnungagap, the Chaotic Rift" (dansk: "Ginnungagap, den Kaotiske Kløft/Kaosets Kløft").

- En variant af Ginnungagap kaldet "The Spark of the World" (dansk: "Verdens Gnist/Verdensgnisten") dukker op i action adventure-videospillet God of War Ragnarök fra 2022. Stedet bliver tilgængelig under spillets hovedmissionen, mens spilleren befinder sig i Muspelheim, og fremstår som et kosmisk gobelin af orange gnister sammen med blåfarvet essens, formentlig fra Niflheim.

## Eksterne link
- Guðbrandur Thorlakssons kort over Nordatlanten fra 1606

| Nordisk mytologi | Spire Denne artikel om nordisk religion og mytologi er en spire som bør udbygges. Du er velkommen til at hjælpe Wikipedia ved at udvide den. |